# Mirko Vičević
Mirko Vičević (in montenegrino Мирко Вичевић; Cattaro, 30 giugno 1968) è un ex pallanuotista e allenatore di pallanuoto montenegrino, precedentemente jugoslavo, di ruolo centrovasca. Nel 2020 è stato inserito nella International Swimming Hall of Fame.

## Carriera

### Giocatore
Con la nazionale jugoslava è stato campione olimpico nel 1988, due volte campione mondiale (1986 e 1991) e campione europeo nel 1991. Nel 1991 è finalista in Coppa dei Campioni e nel 2001 in Coppa LEN.

### Allenatore
Dopo il ritiro è divenuto allenatore, vincendo il campionato europeo Under-17 con il Montenegro nel 2013.
Il 18 gennaio 2022 prende le redini della Stella Rossa, per poi lasciare l'incarico meno di un mese dopo. Nel 2023 assume il ruolo di commissario tecnico della nazionale slovena.

## Palmarès

### Giocatore

#### Club

##### Trofei nazionali
- Campionato jugoslavo: 2

Primorac: 1986
Jadran Spalato: 1991
- Coppa di Jugoslavia: 1

Primorac: 1986
- Campionato italiano: 2

Savona: 1991-92
Leonessa: 2002-03
- Campionato spagnolo: 1

Barcellona: 1994-95
- Copa del Rey: 1

Barcellona: 1994-95

##### Trofei internazionali
- Coppa COMEN: 1

Jadran Spalato: 1991
- LEN Euro Cup: 4

Barcellona: 1994-95
Leonessa: 2001-02, 2002-03, 2005-06

### Allenatore

#### Club

##### Trofei internazionali
- LEN Euro Cup: 1

Akademija Cattaro: 2009-2010